# Hiromichi Kōno
Hiromichi Kōno (河野 広道?, Kōno Hiromichi; 7 gennaio 1905 – 12 luglio 1963) è stato un entomologo e antropologo giapponese.

## Biografia
Figlio del ricercatore Tsunekichi Kōno, studiò entomologia presso la facoltà di agraria dell'Università Imperiale di Hokkaido per poi unirsi alla facoltà di biologia. Come parte della sua ricerca in entomologia, si specializzò in scarafaggi e intorno al 1932 sostenne la sua tesi su un certo tipo di curculionoidea giapponese. Praticò anche la tassonomia di coleotteri e descrisse una nuova famiglia di lycidae, i benibotarus. Il suo lavoro accademico in biologia fu interrotto a causa degli eventi della seconda guerra mondiale ed egli lasciò l'Università di Hokkaido nel 1944. In quel periodo iniziò a studiare anche antropologia, seguendo perciò le orme del padre Tsunekichi (morto nel 1930). Sia Hiromichi che il padre studiarono per lunghi periodi la popolazione degli Ainu in Hokkaidō, arrivando ad accumulare una grande collezione di materiali su di essi.